# العلاقات البيلاروسية اللبنانية
العلاقات البيلاروسية اللبنانية هي العلاقات الثنائية التي تجمع بين روسيا البيضاء ولبنان.

## مقارنة بين البلدين
هذه مقارنة عامة ومرجعية للدولتين:
| وجه المقارنة                                              | روسيا البيضاء                    | لبنان                                                                |
| --------------------------------------------------------- | -------------------------------- | -------------------------------------------------------------------- |
| المساحة (كم2)                                             | 207.60 ألف                       | 10.45 ألف                                                            |
| عدد السكان (نسمة)                                         | 9.50 مليون                       | 6.10 مليون                                                           |
| الكثافة السكانية (ن./كم²)                                 | 45.76                            | 583.73                                                               |
| العاصمة                                                   | مينسك                            | بيروت                                                                |
| اللغة الرسمية                                             | اللغة البيلاروسية، اللغة الروسية | اللغة العربية، لغة فرنسية                                            |
| العملة                                                    | روبل بلاروسي                     | ليرة لبنانية                                                         |
| الناتج المحلي الإجمالي (بليون دولار)                      | 54.44 مليار                      | 51.84 مليار                                                          |
| الناتج المحلي الإجمالي (تعادل القوة الشرائية) بليون دولار | 168.35 مليار                     | 81.54 مليار                                                          |
| الناتج المحلي الإجمالي الاسمي للفرد دولار أمريكي          | 5.74 ألف                         | 8.05 ألف                                                             |
| الناتج المحلي الإجمالي للفرد دولار أمريكي                 | 18.18 ألف                        | 17.46 ألف                                                            |
| مؤشر التنمية البشرية                                      | 0.798                            | 0.769                                                                |
| رمز المكالمات الدولي                                      | +375                             | +961                                                                 |
| رمز الإنترنت                                              | .by، .бел                        | .lb                                                                  |
| المنطقة الزمنية                                           | ت ع م+03:00                      | ت ع م+02:00، ت ع م+03:00، توقيت شرق أوروبا، توقيت شرق أوروبا الصيفي ‏ |

## منظمات دولية مشتركة
يشترك البلدان في عضوية مجموعة من المنظمات الدولية، منها:
| علم المنظمة | اسم المنظمة                               | تاريخ انضمام روسيا البيضاء | تاريخ انضمام لبنان |
| ----------- | ----------------------------------------- | -------------------------- | ------------------ |
|             | مؤسسة التمويل الدولية                     | 2 نوفمبر 1992              | 28 ديسمبر 1956     |
|             | منظمة حظر الأسلحة الكيميائية              | ?                          | ?                  |
|             | الأمم المتحدة                             | 24 أكتوبر 1945             | 24 أكتوبر 1945     |
|             | الاتحاد الدولي للاتصالات                  | 7 مايو 1947                | 12 يناير 1924      |
|             | منظمة الشرطة الجنائية الدولية             | ?                          | ?                  |
|             | البنك الدولي للإنشاء والتعمير             | 10 يوليو 1992              | 14 أبريل 1947      |
|             | الاتحاد البريدي العالمي                   | ?                          | ?                  |
|             | المركز الدولي لتسوية المنازعات الاستشارية | 9 أغسطس 1992               | 25 أبريل 2003      |
|             | وكالة ضمان الاستثمار متعدد الأطراف        | 3 ديسمبر 1992              | 19 أكتوبر 1994     |
|             | يونسكو                                    | 12 مايو 1954               | 4 نوفمبر 1946      |

## وصلات خارجية
- موقع وزارة الخارجية البيلاروسية